# 刘子羽 (宋朝)
刘子羽（1097年—1146年），字彦修，宋朝建州崇安（今福建武夷山市）人，劉韐长子。
宋徽宗宣和末年，刘子羽与父劉韐一起镇压方腊起事。金兵南下，他与劉韐死守真定（今河北正定县），于是知名。金军撤退，劉韐被召入京师，在靖康之变时自杀。南宋建立后，刘子羽担任秘阁修撰知池州。宋高宗建炎三年（1129年），与张浚谋诛范琼。张浚宣抚川、陕，辟刘子羽为参议军事，刘子羽以利州路经略使至汉中，通商输粟，民得以安。张浚保全蜀地，劉子羽之功居多。绍兴四年（1134年），因富平之战，与张浚同时罢官。绍兴八年（1138年），被御史常同所弹劾，以散官安置漳州。绍兴十一年（1141年），知镇江府兼沿江安抚使。南宋与金朝议和，刘子羽复官徽猷阁待制。被秦桧讽谏官论罢。曾经受朱松之托，与弟弟劉子翬教朱松之子朱熹。刘子羽去世后，谥忠穆。其子刘珙。